# Gori vatra
Gori vatra je igrani film bosanskohercegovačkog redatelja Pjera Žalice.

## Radnja
Poslijeratni Tešanj ima samo sedam dana da se pripremi za skori posjet američkog predsjednika Billa Clintona. Od očiju javnosti treba da nestane kriminal, korupcija, etnička netrpeljivost. U tom nastojanju građane Tešnja nadgledaju promatrači međunarodne zajednice.

## Nagrade
- Film je pobjednik na 3. Marraches filmskom festivala u Maroku.
- Glumac Bogdan Diklić osvojio nagradu za najboljeg glumca.